# HD 178075
HD 178075，又名CD-2415041，SAO 187718、HR 7246，是一颗恒星，视星等为6.3，位于銀經12.32，銀緯-14.45，其B1900.0坐标为赤經19h 2m 8s，赤緯-24° -14.45′ 48″。